# 布盧明頓 (愛達荷州)
布盧明頓（英語：Bloomington）是一個位於美國愛達荷州貝爾萊克縣的城市。

## 地理
布盧明頓的座標為42°11′27″N 111°24′09″W / 42.19083°N 111.40250°W，而該地的平均海拔高度為1819米（即5968英尺）。

## 人口
根據2010年美國人口普查的數據，布盧明頓的面積為2.47平方千米，均為陸地。當地共有人口206人，而人口密度為每平方千米83.4人。